# مرتضی‌قلی بیات
مرتضی‌قلی بیات ملقب‌به سهام‌السلطان (زاده ۱۲۶۹ اراک – درگذشته ۱۳۳۷ تهران) سیاست‌مدار و مدیر اجرایی ایرانی بود، که از دوران قاجار در عرصه سیاسی ایران حضور داشت و با به سلطنت رسیدن رضاشاه، در رده مدیران و قانونگذاران ارشد کشور درآمد، او در دوران محمدرضا پهلوی به نخست‌وزیری رسید.

## پیشینه خانوادگی
ایل بیات در گذشته از مناطق نیشابور، تهران و آذربایجان به این منطقه کوچ کردند یا کوچانده شدند. مرتضی‌قلی خان در خانواده یکی از خان‌ها و مَلاکان اراک به نام حاج عباسقلی‌خان سهم‌الملک متولد شد. پدرش در دوره‌های سوم و چهارم مجلس شورای ملی نماینده اراک بود. خودش نیز در همان دوران لقب سهام‌السلطان گرفت. برادر بزرگترش مصطفی‌قلی خان صمصام‌الملک از سیاستمداران تکنوکرات دوران رضاشاه و بنیانگذار کشاورزی نوین در ایران و برادر بزرگتر دیگرش شیخ نصرت‌الله شیخ‌العراقین نیز از علمای دینی بود که یک دوره نماینده تهران در مجلس شد. برادر دیگرش عزت‌الله پس از اینکه او به وزارت رسید، بر کرسی نمایندگی اراک نشست. محمد مصدق دایی او بود و محمود افشارطوس شوهر برادرزاده اش و نصرت‌الله بیات برادرش بود.

## زندگی سیاسی
بیات از دوره چهارم تا سیزدهم (ده دوره پیاپی) بر کرسی اراک در مجلس شورای ملی نشست و در بیشتر این دوره‌ها نایب رئیس مجلس بود. او در مجلس پنجم از هواخواهان تغییر سلطنت بود و از ماده واحده دو فوریتی که در نهم آبان ۱۳۰۴ برای انقراض سلطنت قاجار و انتقال قدرت به رضاخان پهلوی به رأی گذاشته شد، حمایت کرد. در نخستین دولتی که در دوران رضاشاه تشکیل شد، طعم وزارت را برای نخستین بار چشید و در دولت محمدعلی فروغی به عنوان وزیر مالیه در ۲۹ آذر ۱۳۰۴ به مجلس معرفی شد.
نخستین گام عملی برای برنامه‌ریزی صنعتی شدن ایران در دوران وزارت او برداشته شد: طرح «توسعه اقتصادیات» در دستور کار مجلس قرار گرفت که مقرر می‌کرد تا ده سال، هرساله پانصد هزار تومان از درآمد کشور در خزانه داری کل در حساب مخصوصی به نام «سرمایه توسعه اقتصادی» گذاشته تا دولت آن را منحصراً هزینه ساخت نیروگاه‌های برقابی، آبیاری، سدبندی، خشکانیدن باتلاق‌ها، استخراج معادن، ساختن راه‌آهن سبک، لوله‌کشی آب شهری، احداث خطوط تلگراف و امثال آن کند. متخصصان لازم برای این طرحها می‌بایست از آمریکا استخدام شود. این طرح را «کمیسیون اقتصادیات» مجلس تهیه کرده بود که ابتکار تشکیل آن را میرزا یحیی دولت‌آبادی داده بود.
سال بعد، بیات به کرسی قانونگذاری بازگشت و تا اوائل سال ۱۳۲۲ نماینده اراک و نایب رئیس مجلس بود. در این سال‌ها بارها به او پیشنهاد وزارت شد اما نپذیرفت تا اینکه در هشتم اردیبهشت ۱۳۲۲ علی سهیلی او را به عنوان وزیر دارایی به مجلس معرفی کرد.
سال بعد، بیات در کابینه محمد ساعد وزیر مشاور شد و با سقوط کابینه در آبان نخست‌وزیری را به عهده گرفت و نخستین کابینه اش را در پنجم آذر ۱۳۲۳ به مجلس معرفی کرد. او به کار آرتور میلسپو مستشار آمریکایی مالیه که اعتراض‌های زیادی به ادامه فعالیتش در ایران شده بود پایان داد و در نهم اسفند ۱۳۲۳ به ژاپن اعلام جنگ داد.
بیات پس از حملاتی که در مطبوعات به دولتش شد، در ۲۸ فروردین ۱۳۲۴ از مجلس رأی اعتماد خواست که از نود نماینده حاضر ۴۵ نماینده به او رأی دادند و رأی اکثریت حاصل نشد. در نتیجه همان‌جا کناره‌گیری دولت خودش را اعلام کرد.
در آبان ۱۳۲۴ که در آذربایجان فرقه دموکرات ظهور کرد و اغتشاشاتی برای تشکیل حکومت خودمختار به راه افتاد، بیات به استانداری آذربایجان منصوب و به تبریز فرستاده شد اما با اعلام دولت خودمختار به تهران بازگشت. کمی بعد احمد قوام نخست‌وزیر شد و در ۲۸ بهمن او را به عنوان وزرات دارایی به مجلس معرفی کرد.
بیات در سال ۱۳۳۲ سناتور شد و بین سالهای ۱۳۳۴ تا ۱۳۳۶رئیس هیئت مدیره و مدیرعامل شرکت ملی نفت ایران بود.